# Liaquat Ali Khan
Nawabzada Liaquat Ali Khan (Næʍābzādāh Liāqat Alī Khān,tiếng Urdu: لیاقت علی خان; sinh tháng 10 năm 1895 – 16 tháng 10 năm 1951), hay Shaheed-e-Millat (tiếng Urdu: شہید ملت Martyr of the Nation), là một trong những lãnh đạo sáng lập Pakistan, chính khách, luật sư, và nhà lý luận chính trị, là Thủ tướng Pakistan đầu tiên; ngoài ra, ông tổ chức Nội các với chức vụ Bộ trưởng Ngoại giao, Quốc phòng, và Vùng biên giới từ năm 1947 cho đến khi ông bị ám sát năm 1951.